# Tachina imbuta
Tachina imbuta är en tvåvingeart som först beskrevs av Walker 1853.  Tachina imbuta ingår i släktet Tachina och familjen parasitflugor. Inga underarter finns listade i Catalogue of Life.